# Беренджабад (Урмія)
Беренджабад (перс. برنج اباد‎) — село в Ірані, входить до складу дехестану Баш-Калах у Центральному бахші шахрестану Урмія провінції Західний Азербайджан.